# Rodrigo de Santiago
Rodrigo Alfredo de Santiago Majó (Baracaldo, Vizcaya, 23 de septiembre de 1907 - La Coruña, 30 de septiembre de 1985), conocido como Rodrigo A. de Santiago, fue un músico y compositor español.
Destacó por su dilatada carrera como director así como por sus numerosas composiciones que abarcaban desde música tradicional, hasta música religiosa, marchas procesionales y obras para orquestas y coros.

## Biografía
Nació en Baracaldo (Vizcaya) en 1907. Se matriculó en el Conservatorio de Bilbao con trece años, institución en la que tuvo como profesores a varios músicos de renombre, como Rafael Navarro (violín), Jesús Guridi (armonía), José Sainz Basabe (composición) o Armand Marsik (orquestación y dirección). A los dieciséis años obtuvo la plaza de violinista en la Orquesta Municipal de Bilbao.
Después, pasó a ser subdirector, en 1930, de la banda de música de Erandio. Al año siguiente, dio el salto a la dirección en la banda de Munguía. Allí permaneció hasta 1936, cuando el estallido de la guerra civil, llevó a la clausura de las actividades culturales. Durante la guerra, se dedicaría a la composición de varias obras, siendo la más destacada Concierto Vasco para piano y orquesta, con la que sería galardonado en 1942 con el Premio Nacional de Música.
Finalizado el periodo bélico, el músico puso rumbo a la localidad leonesa de Valencia de Don Juan, donde dirigiría la banda municipal entre 1940 y 1947. De la mano del nuevo edil, Luis Alonso González, el compositor fomentó el desarrollo cultural del municipio en la posguerra, a la par que aumentó su repertorio desarrollando nuevas piezas, entre las que destacan numerosas marchas procesionales y obras de música religiosa como el himno a la patrona de la localidad, Nuestra Señora del Castillo Viejo o la marcha homónima. En la ciudad coyantina, se le realizaron numerosos homenajes a su legado, como el auditorio municipal, que lleva el nombre del músico.
Tras esto se dirigió a La Coruña donde permaneció como director de la orquesta municipal entre 1947 y 1967. En su fructífera época gallega de veinte años fue igualmente director de la de la Coral Polifónica El Eco y desarrolló labor docente en el Conservatorio de La Coruña como subdirector y catedrático de armonía y composición.
Una vez dejó tierras gallegas, le fue encargada la dirección de la orquesta municipal de Madrid, en donde permaneció una década hasta su retiro en 1977. El cual se materizalizó con la dirección de la banda de la capital española en un concierto en el Parque del Retiro. Finalmente, falleció en La Coruña el 30 de septiembre de 1985.
Dejó numerosos escritos musicales, tanto sobre música gallega como sobre música vasca. Su labor creativa abarca dos zarzuelas, cuatro ballets, tres sinfonías, cuatro conciertos así como diversas obras sinfónico-corales, entre ellas un Réquiem. Es autor asimismo de obras para banda, para diversos conjuntos instrumentales y para coro.